# Tour Super-Italie
La Tour Super-Italie es una torre de viviendas construida por el arquitecto Maurice Novarina, asistido por los arquitectos Jacques Giovannoni y Léger, principalmente residencial, ubicada en el distrito 13 de París, la capital de Francia. Incluye una piscina cubierta privada y un solárium accesible por una escalera desde el piso 34.

## Historia
Terminado en febrero de 1974, con una altura de 107 m, Super-Italie es la torre más alta de la operación de planificación urbana de Italia 13 y el segundo edificio residencial más alto en el interior de París, después de la Tour Prélude. En la misma isla se iba a construir una segunda torre, de idéntica forma. El cese de los programas turísticos al inicio del mandato de Valéry Giscard d'Estaing provocó la cancelación de este proyecto.
También conocida en el distrito con el nombre de "torre redonda", se diferencia de las otras torres del distrito XIII por su forma de asa de doble cesto y por un "gorro" (alero muy inclinado) que cubre las tres últimas. niveles. Su peso total es de 44.000 toneladas, cuatro veces y media el peso de la Torre Eiffel.